# Michel de Brébisson
Pour les articles homonymes, voir Brébisson.
Michel de Brébisson est un général d'armée, né à Vierzon le 7 avril 1905 et mort le 20 mai 1991 dans le 16e arrondissement de Paris, ayant notamment servi en Indochine et en Algérie.

## Biographie
Le général Michel de Brébisson nait à Vierzon en 1905 et fait ses études (1924-1926) à Saint-Cyr dans l'infanterie coloniale,.
Il fait ses débuts au Levant et en Mauritanie, avant de partir une première fois en Indochine, juste avant la Seconde Guerre mondiale. En 1940, après un passage au secrétariat supérieur de La Défense nationale, il prend le commandement du 23e régiment d'infanterie coloniale. Il est fait prisonnier lors de la campagne de France, puis libéré en 1941 avant d’être déployé en Afrique-Occidentale française,.
Promu colonel en 1945, il commande en Indochine le régiment d'infanterie coloniale du Maroc de 1945 à 1947. Il est ensuite assigné à l'état major de la défense nationale à Paris, où il est chef d'état-major du général Carpentier, au sein du corps expéditionnaire. Après avoir été affecté à l'état-major de la défense nationale, il revient en Indochine en 1950-1951 en tant que chef d'état-major militaire,,.
Il occupe le poste de chef d'état-major de Letourneau, puis de son successeur, le secrétaire d'État Marc Jacquet, de 1951 à 1954, puis celui de chef de cabinet des secrétaires d'État,,.
Il est membre de la délégation française à la conférence de Genève sur l'Indochine en 1954. Il effectue ensuite un nouveau séjour en Extrême-Orient. En Algérie, le 26 mai 1956, il est commandant de la 9e division d'infanterie, puis adjoint au général commandant de la région militaire de Paris,,.
Il devient en septembre 1958 directeur des troupes d'outre-mer au ministère des armées puis, deux ans plus tard, commandant de la zone d'outre-mer nº 1 (ex-AOF-Togo). En juillet 1959, il préside le baptême de la 3e promotion des élèves officiers africains à Fréjus. Le 12 juillet 1962, il est nommé  par le gouvernement commandant supérieur des forces armées françaises en Algérie, alors que celle-ci se prépare à l'indépendance. En tant que commandant des forces françaises, il est confronté aux massacres des harkis, et prend notamment des décisions concernant le rapatriement en France. Il demande en vain l'intervention de l'armée algérienne,,,,,,,.
En 1963, Michel de Brébissson succède au général Crépin à la tête des forces françaises en Allemagne.
En février 1965, il devient secrétaire général de la défense nationale, remplaçant donc le général Fourquet. Il termine sa carrière à ce poste en 1969, et est affecté à la réserve.
Il décède le 20 mai 1991 à Paris, ses obsèques ayant lieu le 23 mai 1991 à l'église Saint-Louis-des-Invalides.

## Distinctions
- Grand officier de la Légion d'honneur[12]
- Grand-croix de l'ordre national du Mérite, en 1967[1],[12]
- Croix de guerre des Théâtres d'opérations extérieurs
- Croix de la Valeur militaire[13]